# Système de commande d'attitude et d'orbite
Un système de commande d'attitude et d'orbite ou SCAO, dans le domaine de l'astronautique, est un ensemble d'équipements et de logiciels de bord qui assure la fonction de pilotage d'un engin spatial en vue de lui imposer l'attitude voulue et d'ajuster son orbite aux exigences de la mission.
Le terme correspondant en anglais est Attitude and Orbit Control System (AOCS).
Le contrôle de la cinématique d'orientation peut être assuré via des senseurs stellaires pour définir une attitude par rapport aux étoiles. Pour corriger l'orientation de l'engin spatial, la solution généralement mise en œuvre par le système de contrôle d'attitude de l'engin spatial a recours à des roues de réaction (ou roues à inertie). 

## Application
Ce système est utilisé dans le domaine des sciences et techniques spatiales, pour le pilotage et la stabilisation.
Il existe également la « chaîne de pilotage », qui est l'ensemble d'équipements qui assure les opérations de pilotage d'un engin aérospatial en vue de lui imposer la trajectoire et l'attitude voulues.

## Contexte
Dans l'espace, un engin spatial est soumis à différentes forces externes (pression de radiation, champ gravitationnel…) et internes (déploiement d'équipements, rotation d'instrument ou d'équipement, phases propulsives…) qui tendent à modifier progressivement son orientation. Or celle-ci doit être généralement maintenue fixe pour différentes raisons : pointage des instruments (satellites d'observation de la Terre civils ou militaires, télescopes spatiaux, sondes spatiales), fonctionnement des panneaux solaires, liaisons avec la Terre, régulation thermique). 
Les écarts d'orientation peuvent être corrigés avec des impulsions de moteurs-fusées mais cela limite la durée de vie de l'engin spatial qui ne peut emporter qu'une quantité limitée des ergols consommés par la propulsion et, pour les télescopes spatiaux, la précision de pointage n'est pas suffisante. 

## Senseurs

### Senseurs stellaires
Le contrôle de la cinématique d'orientation peut être assuré via des senseurs stellaires.
Un senseur stellaire est un instrument qui mesure les coordonnées d'une ou plusieurs étoiles et équipe les plateformes des engins spatiaux habités ou non (satellite artificiel, sonde spatiale), certains avions, ou encore des missiles stratégiques intercontinentaux (comme le missile M51 français, par exemple). Ces données sont comparées aux éphémérides des étoiles enregistrés dans une bibliothèque de l'instrument permettant de déterminer l'orientation de l'engin spatial. Le viseur d'étoile est utilisé par le système de contrôle d'attitude pour maintenir l'orientation de l'engin spatial dans une position donnée afin de pointer des instruments scientifiques, des antennes de télécommunications, etc.
Il est préféré au capteur solaire ou au capteur d'horizon de Terre lorsqu'il est nécessaire d'obtenir une grande précision dans la mesure de l'orientation qui est comprise entre 1 et 10 secondes d'arc.

## Cinématique de l'orientation

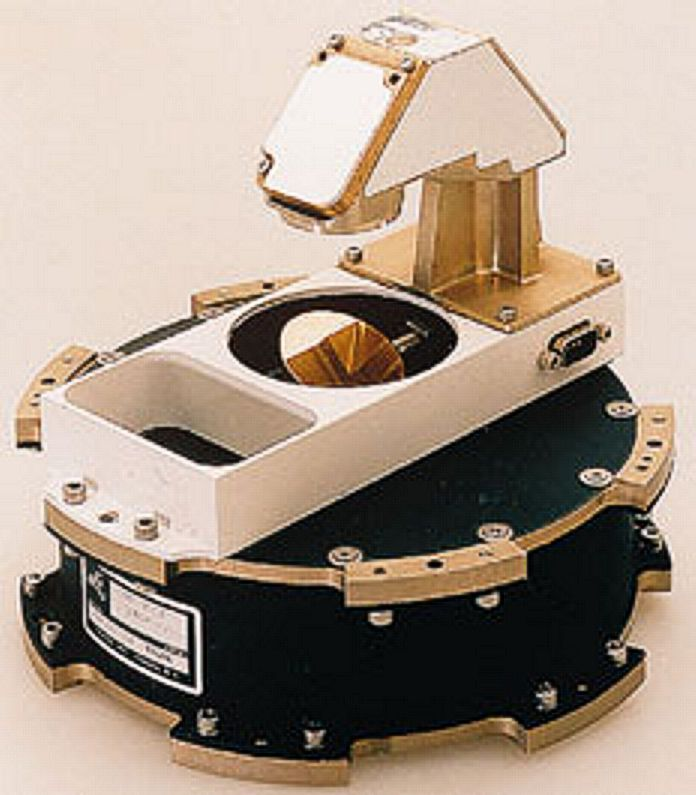
Une roue de réaction couplée avec un capteur de Soleil permettant de contrôler l'orientation du satellite par rapport au Soleil.

### Roue de réaction
Une roue de réaction est un volant d'inertie dont on fait varier la vitesse pour modifier l'orientation. 
Un engin spatial emporte généralement au moins trois roues de réaction aux axes perpendiculaires pour pouvoir corriger tout type de déviation (une quatrième roue de réaction peut être incluse en secours.) 
L'énergie utilisée pour modifier la vitesse est fournie par des panneaux solaires et est donc inépuisable. Les forces qui font pivoter l'engin spatial sont asymétriques et la roue de réaction peut au bout d'un certain temps atteindre une vitesse maximale. Pour ramener celle-ci dans sa plage de fonctionnement  il faut avoir recours à un autre système (généralement des moteurs-fusées ou bien des magnéto-coupleurs dans le cas des nanosatellites en orbite basse) qui se charge de "désaturer" la roue de réaction. 

### Actionneur gyroscopique

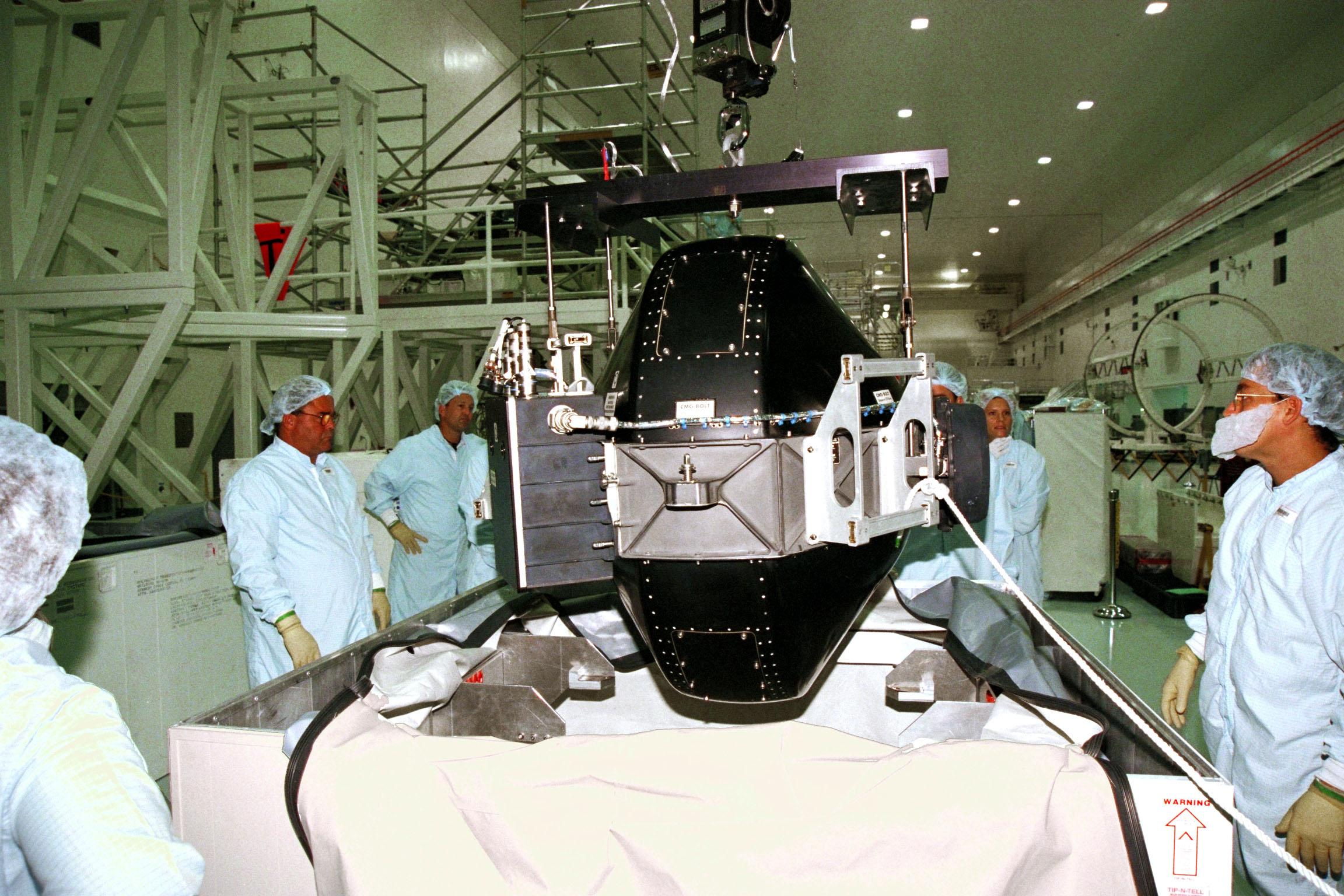
Un des actionneurs gyroscopiques de la Station spatiale internationale.

À bord des stations spatiales (Station spatiale internationale, Mir, etc.) beaucoup plus massives on utilise un autre type de volant d'inertie dont le couple est moins limité. L'actionneur gyroscopique est un volant d'inertie d'une masse importante maintenu à vitesse constante dont on fait pivoter l'axe pour corriger l'orientation de la station spatiale.

### Propulsion à gaz froid

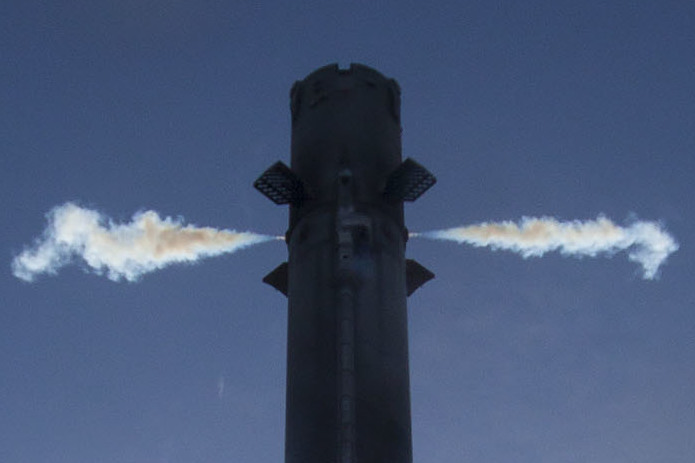
Propulseurs à gaz froid d'une Falcon 9.

La propulsion par gaz froids est la méthode de propulsion la moins complexe. Elle consiste à laisser s'échapper un gaz depuis un réservoir pressurisé. L'éjection du gaz se produit naturellement du fait de la différence de pression. Un propulseur à gaz froid est simple de conception, il nécessite uniquement un système de valve pour contrôler l'ouverture.
Cette méthode ne fournit pas une grande poussée et n'est pas très efficace. On l'utilise pour le contrôle d'attitude des sondes (SCAO) sous forme de petits propulseurs. 

### Propulseur électrothermique

Schéma du type resistojet.

Un propulseur électrothermique peut être de deux types : les resistojets et les arcjets. Le premier utilise une résistance électrique pour chauffer le gaz, le second utilise des arcs électriques générés par des électrodes,. 
Tous deux sont utilisés sur certains satellites, comme les satellites Vela, Iridium ou Intelsat V, pour le SCAO, car ils proposent de bonnes valeurs d'impulsion spécifique malgré leur poussée très faible.

## Comparaison des types de propulsions
| Comparaison des caractéristiques des différentes techniques de propulsion spatiale | Comparaison des caractéristiques des différentes techniques de propulsion spatiale | Comparaison des caractéristiques des différentes techniques de propulsion spatiale | Comparaison des caractéristiques des différentes techniques de propulsion spatiale                      |
| Type de propulsion                                                                 | Impulsion spécifique (secondes)                                                    | Poussée (newtons)                                                                  | Domaine d'utilisation                                                                                   |
| ---------------------------------------------------------------------------------- | ---------------------------------------------------------------------------------- | ---------------------------------------------------------------------------------- | --- |
| Gaz froid                                                                          | 50-170                                                                             | 0,05-20                                                                            | Contrôle d'orbite et d'attitude                                                                         |
| Propulsion à ergols liquides                                                       |                                                                                    |                                                                                    | Premier ou deuxième étage de fusée, moteur correction de trajectoire ou d'orbite des vaisseaux spatiaux |
| Hydrazine à surchauffe                                                             | 280-300                                                                            | 0,05-0,5                                                                           | Contrôle d'orbite et d'attitude                                                                         |
| diergols                                                                           | 280-315                                                                            | 5-500                                                                              | Manœuvres de transfert, contrôle d'orbite et d'attitude                                                 |
| Propulsion électrique                                                              |                                                                                    |                                                                                    | |
| Électrothermie                                                                     | 450-600                                                                            | 0,1-0,2                                                                            | |
| Électrostatique                                                                    | 2500-3000                                                                          | 0,02                                                                               | Contrôle d'orbite et d'attitude                                                                         |
| Plasma                                                                             | 1200-2500                                                                          | 0,01-0,1                                                                           | Contrôle d'orbite et d'attitude                                                                         |

## Exemples

### Satellite Helios 1
Le satellite Helios 1 est doté d'un système de commande d'attitude et d'orbite (SCAO) :

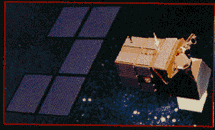
Le satellite Helios 1.

Ce système réalise la cinématique de l'orientation du satellite via des volants d'inertie. Ce système permet d'effectuer un pointage fin de l'objectif de la prise de vue pendant plusieurs secondes, augmentant ainsi la qualité des images. 
Le contrôle de la cinématique d'orientation est assuré par le SCAO via les senseurs stellaires. Au nombre de trois, ce sont les trois cônes que l'on voit dépasser de la plate-forme. Seuls deux sont actifs en même temps. Les volants d'inertie sont alors asservis par le SCAO qui s'efforce de suivre une sélection d'étoiles parmi les plus brillantes afin d'assurer la cinématique voulue. Cette sélection d'étoiles est programmée par les logiciels mission au sol.

### Plate-forme satellite Myriade
Myriade est une plateforme pour microsatellites développée par le CNES à compter de 1998, dans la continuité du programme PROTEUS.
Le système de commande d'attitude et d'orbite (SCAO) utilise en mode nominal un viseur d'étoiles, quatre roues de réaction et trois magnéto-coupleurs. 